# Stare Kurowo (gmina)
Pour les articles homonymes, voir Stare Kurowo.
Stare Kurowo est une gmina rurale (gmina wiejska) de la powiat de Strzelce-Drezdenko, dans la Voïvodie de Lubusz, dans l'ouest de la Pologne.
Son siège administratif (chef-lieu) est le village de Stare Kurowo, qui se situe environ 9 kilomètres à l'est de Strzelce Krajeńskie (siège de la powiat) et 30 kilomètres au nord-est de Gorzów Wielkopolski (capitale de la voïvodie).
La gmina couvre une superficie de 77,88 km2 pour une population de 4 159 habitants en 2006.

## Histoire
De 1975 à 1998, la gmina est attachée administrativement à la voïvodie de Gorzów.

Depuis 1999, elle fait partie de la voïvodie de Lubusz.

## Géographie
La gmina inclut les villages et localités de :

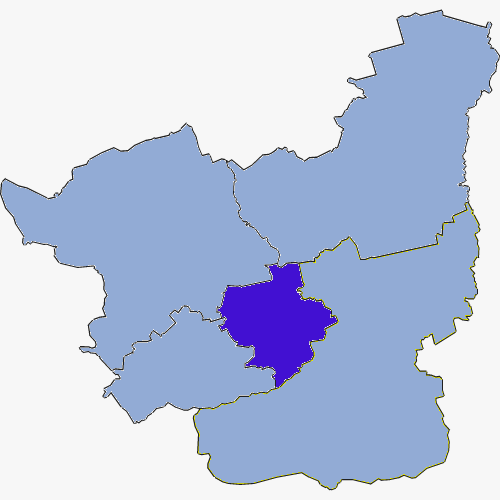
Plan de la gmina

- Błotnica
- Głęboczek
- Kawki
- Łącznica
- Łęgowo
- Nowe Kurowo
- Pławin
- Przynotecko
- Rokitno
- Smolarz
- Stare Kurowo

### Gminy voisines
La gmina de Stare Kurowo est voisine des gminy suivantes :
- Dobiegniew
- Drezdenko
- Strzelce Krajeńskie
- Zwierzyn

## Structure du terrain
D'après les données de 2002, la superficie de la commune de Stare Kurowo est de 77,88 kilomètres carrés, répartis comme telle :
- terres agricoles : 61 %
- forêts : 26 %

La commune représente 6,24 % de la superficie du powiat.

## Démographie
Données du 30 juin 2004:
| Description        | Total  | Total | Femmes | Femmes | Hommes | Hommes |
| ------------------ | ------ | ----- | ------ | ------ | ------ | ------ |
| Unité              | Nombre | %     | Nombre | %      | Nombre | %      |
| Population         | 4 174  | 100   | 2 124  | 50,9   | 2 050  | 49,1   |
| Densité (hab./km²) | 53,6   | 53,6  | 27,3   | 27,3   | 26,3   | 26,3   |